# Zandvliet (Den Haag)
Zandvliet was een 18e-eeuwse buitenplaats aan de Bezuidenhoutseweg in Den Haag. In de achttiende eeuw werd deze bewoond door professor Martinus Wilhelmus Schwenke, stadsdokter en botanicus, die er les gaf vanuit zijn beroemde hortus medicus. De buitenplaats werd in 1781 door de koopster vernoemd naar huize Santvliet te Lisse, dat zij tot het overlijden in 1780 van haar echtgenoot, Jacob Adriaan baron du Tour, bewoond had. In 1964 werd de villa in Den Haag gesloopt.

## School
De Tweede Christelijke Hogereburgerschool was vanaf 1925 in villa Zandvliet gehuisvest. In 1946 kwam er een gymnasiumafdeling bij en werd de naam Tweede Christelijk Lyceum. In de jaren vijftig werd de naam Zandvliet toegevoegd. In 1966 betrok de onderwijsinstelling een nieuwbouwpand aan de Bezuidenhoutseweg. De school heette lange tijd het Zandvlietcollege. Eind 2015 kwam er voor de school nogmaals een nieuw pand gereed. De naam werd bij die gelegenheid gewijzigd in Christelijk Lyceum Zandvliet. Het schoolgebouw staat direct aan het Haagse Bos.